# 宛西自治
宛西自治（1930年－1943年），又称宛西地方自治，是指中华民国时期，在河南省南阳盆地西部的镇平、内乡（今内乡、西峡两县）、邓县（今邓州市）、淅川四县，由彭禹廷、宁洗古、别廷芳、陈重华等社会精英发起的一场区域自治运动。宛西自治是一场「以自卫促进自治，以自治达到自富」为目标，具有改良色彩的区域性现代化实验。宛西自治的实质是精英统治，在自治期间，宛西地区由省政府委派的县吏被架空，中国国民党也难以在这里建立组织和开展活动。
随着宛西自治的不断推进，宛西地区的社会治安开始好转，至夜不闭户，路不拾遗。基础设施建设突飞猛进，工农业、教育业都得到了大力发展。自治成果得到蒋介石的肯定，宛西自治一度在国内声名鹊起，连阎锡山统治的山西省和桂系统治的广西省亦派人前去视察，有人称之为「中国地方自治楷模」。为了纪念宛西自治，内乡县建立了宛西地方自治馆。

## 背景
中华民国北洋政府时期，由于中国国民党与北洋政府之间内战不断，宛西地区盗匪猖獗，据1926年的统计，仅镇平县内，土匪的数量达到一万多人。土匪的活动方式，由过去的夜聚明散、暗偷明抢、勒索富豪，发展到了明火执仗、贫富不分，甚至攻城掠寨。民无安宁之日。社会混乱，广大人民不堪其苦。
另一方面，军阀混战，频繁更换驻军，或收编土匪扩充实力，或勾结土匪而分其利，或以「剿匪」为名抄家抄村，造成了河南民国史上兵匪不分的现象。很多土匪也把「拉竿做匪」当做升官的途径。拉的土匪越多，官府给的官职就越大，地方政权特别是贪官，变成了助纣为虐的工具，已经无力履行对社会起码的功能和职责。1930年编修的《内乡县志》载「从古乱局，未有如此之甚者」，普通民众对现状极端地不满，对军队和地方政权彻底失望。
北洋政府自1920年11月开始就颁布了《地方行政会议组织规则》、《县自治施行细则》、《县议会议员选举规则》、《省参事会条例》、《市自治实施细则》等地方自治条文，为地方自治提供了政策支持，中国国民党1927年夺权后，但其在宛西一带的势力有限，对宛西地区开展自治还未构成威胁。

## 方针政策
在社会混乱的历史背景下，宛西各县的地方精英包括内乡（含今西峡县）的别廷芳、邓县的宁洗古、淅川的陈重华与镇平的彭禹廷，「内为良心所驱迫，外受民众之请求」，挺身而出，凭借民间自发的武装从应付土匪开始拨乱求治。1930年9月27日，他们齐集内乡杨集举行会议，成立宛西四县地方自治委员会和宛西四县联防办事处，彭禹廷任宛西四县地方自治委员会主任，别廷芳任宛西四县联防办事处主任，制定「十条公约」和「五不法则」，明确了自治初级阶段和高级阶段的目标，以及「三自」方针。
十条公约：一，农工合一、二，统一指挥、三，抚恤划一 、四，弹粮自筹、五，整编保甲、六，清丈土地、七，普及教育、八，设保健所、九，采会议制、十，务实去虚

五不法则：一，不泥法纵匪、二，不偏听诬陷、三，不奔兢说情、四，不浪费公帑、五，不拂逆民情

### 方针形成
1929年夏，彭禹廷得到了河南省政府的资助，在河南辉县百泉开办「河南村治学院」，与倡导「村治」的学者梁漱溟等人，同心合力、潜心研究改造社会的「治本之法」，从理论上来寻求一条根本变革中国社会、 使民众脫貧的方法。无论是「村治」 「自治」还是「乡村建设」，「河南村治学院」的开办，开了风气之先。1930年秋天，彭禹廷从河南村治学院返回家乡，这个时候，他已经有了一个经过潜心研究、比较完整的理论形态，这就是「三自主义」，「三自主义」就成为日后宛西自治的理论基础。对于三自主义所要达到的目标，彭禹廷曾这样讲：
|  | ……旧镇平常受土匪的蹂躏，新镇平永不受土匪的蹂躏； 旧镇平常受匪式的军队、贪官污吏的压迫，新镇平永不受这种压迫； 旧镇平有大穷小穷之分，可以说没有人不穷，新镇平要使家给人足，即于富庶； 旧镇平不分男女老少，尽在愁苦之中，新镇平要使人人都有人生的乐趣； 旧镇平都是各扫门前雪，新镇平要大家团结起来，守望相助，疾病相扶持； 旧镇平人民愚昧，教育不发达，新镇平要实事求是，力谋教育普及…… |

### 三自主义内涵
- 自卫，以自卫来安定社会秩序。宛西四县自治的最大威脅為土匪。地方自治，重在自卫，只有武装起来，才能维护地方治安，从而推进地方自治，自卫活动的承担者是传统的民间武装——民团。
- 自治，在自卫的任务完成后，开始实行自治，以自治来改革社会，来推倒「官治」。然后设立机关，成立地方自治委员会和区自治办公室，实行直接民权——选举乡镇长、区长，训练地方自治干部，设立乡镇长练习班，合格训练班，教师培训班，振兴教育，增设学校，普查户口，清丈地亩，修筑道路，改良风俗。
- 自富，发展经济，根除穷乱，从经济上改善一般民众的生活状态。自富的原则是「增加生产，减少浪费」，改良工商业，发展丝绸业，提倡农业副业，设立妇女草帽辫传习所，支持民族工业，提倡国货，减轻农民负担，禁止高利重苛。振兴农村经济，办理农村合作社。造林育苗，发展农业，救济贫困，调解纠纷，禁烟禁赌。

### 與国民党關係
三自主义以地方自治学说以儒家为主体，并吸收了佛教和道教的教义。此外，領導人彭禹廷也認為「三自主义」是三民主义和其地方自治学说的「缩小」和「延伸」。在當時，彭禹廷的自治活动没有得到國民政府的授意和许可，而且宛西自治对当时的中央政府强烈地不信任，并且提出了宛西自治的「三不顾政策」。即不顾官厅、不顾法律、不顾手续，扫除一切自治活动的障碍。

## 武装组织
宛西自治的武装组织是民团，民团在近代起源很早，民国时期，各种各样的民团遍布宛西各县，比如守望社、保卫团、家族寨、联营寨等等，这些民团还以地域的关系、家族的关系、宗教的关系，相互之间有协议、义务，互相声援，互通声气。
1930年9月，彭禹廷发起了宛西四县民团联防会议。彭禹廷召集镇平、内乡、淅川、邓县四县的民团首领召开了个联防会议，建立了四县联防办事处，对民团进行统一的编制和序列，形成了一个通力合作、利害共享的区域性自卫同盟。然而这个旧式的民团武装，组织松懈、成员散漫、训练落后，加上封建家族式的结构等特点，极大地限制了它的自卫能力的发挥，也很难成为民众自愿拥戴和支持的武力。为此，彭禹廷对旧式民团进行了全方位的根本改造。他按照瑞士义务兵役制的模式，对镇平，还有后来宛西各县的民团，依据「三自主义」进行了根本性的改造。
改造的民团在组织形式上具有更大的广泛性，几乎所有的民众都被编入了民团，包括了常备民团、后备民团、保卫团。根据不同的年龄，编入到常备民团、后备民团和保卫团。把全县合格的壮丁分期调训，每期四个月，期满解散回家，受训期间为常备，期满回家后为后备，最大限度地把民力吸纳到地方自卫事业中，造成了一种「人人皆兵，庄庄皆营，土匪入境，寸步难行」的局面。在民团的功能上，实行军民合一政策。

## 经济政策

### 金融体系和税费制度
金融方面，发展经济需要金融支持，为了融资，再加上国民政府在1928年颁布的相关条例，命令各地推行乡村自治。在金融政策方面，特别强调发展合作经济成立农民借贷所借此来发展农村金融。在这种背景下，宛西四县均设立了独立的金融机构，印发流通纸币。1927年内乡县在西峡口（今西峡县）建立金融流通合作社，以贷款扶持农工商业。1931年淅川县建立了农民借贷所对商号和农民发放贷款，1936年又建立了地方信用社。1931年 ,镇平在县城和各主要集镇，建立农民借贷所，其款项系从各方面筹措，向农民贷款。宛西各县的金融机构相继以不同形式印发了地方金融券——「宛西自治」纸币，强制在宛西流通，拒绝使用者会受到重罚。
税费制度，整理契税，确定商业税收制度。1929年，别廷芳在内乡县城设立契税管理局，并委派了局长，在全县9个区各设一名征收员，专门对从事买卖土地、房产者进行征税。这批收入，三成上交省方，七成留归地方，增加了地方财政来源。

### 土地政策
早期，宛西地区田赋混乱，百姓负担不均，加之各区乡保甲长层层附加和从中渔利。为改变这种状况，进行了土地丈量，清理田赋，制定「稞石册」。从1929年起，集中训练了200个能写会算的人分派到各地，各区选出土地陈报员，再进行训练。由经过训练的1000多人，对所有土地进行丈量，以户为单位进行登记，写清亩数和银两稞石数，并规定出土地等级，以等级定稞石，经过丈量。不仅改变了田赋混乱、负担不均的现象，而且增加了政府收入。

## 自治成果
宛西自治期间，由于相关措施的强力推行，宛西各县出现了安定的局面，工农业和教育业得到发展。
军事方面，1931年彭禹廷率民团，剿匪千余人，救出人质万余人，1939年，日军由湖北随州和枣阳分道攻擊南阳的新野和唐河等县，时任河南省第六区抗敌自卫团司令的别廷芳调集壮丁7000余人，配合国军的第二集团军，歼敌千余人，史称「新唐大捷」。一贯反对地方自治的国民政府河南省主席卫立煌于1940年11月初视察了宛西地区，在18日的省幹訓班开学典礼上，他对宛西的军队做出了如下评价：
|  | 本人经过内乡县境，沿途均有团队警械，服装武器整齐，精神饱满，一望而知为素有训练的团队。军队中的新兵，虽经半年训练，恐怕还赶不上他们的成绩。他们衣服由队员自备，有事时穿起来，无事时收藏保管。平时从事生产，农闲时训练，不仅减轻了地方负责，又能收到实际效力，这是各县应当效仿的。镇平、淅川情况一样，很好。 |

教育方面，推行「三杆教育」即枪杆子、笔杆子和锄杆子，使教育出来的学生既能够习武，又能够行文，又能够务农。各县学校林立，1933年宛西四县联合在内乡建立宛西乡村师范学校，彭禹廷被公推为校长。学校占地50余亩，房屋近400间，聘请了罗卓如、王扶山、孙伏园等人前来任教，并经常请山东邹平，河北定县的乡建家讲学，培养自治人才。1937年抗日战争爆发后，由于宛西安定的局面，加上别廷芳积极为沦陷区学校提供校舍和经费，省内公私立学校后迁至内乡的达20于所，仅镇平一县，设立中学，师范和小学274座。
工农方面，开办工厂，促进农副业，达到自给自足，不用外货的地步，尤其在内乡县境内，「绿树成荫，道路平坦，电线交错」，在宛西境内治河改地，进行大型的水利设施的建设。1932年夏，中原大战过去一年多，《大公报》记者从豫中前往豫西南采访，豫中沿途村庄，尽断壁残垣，特别是叶县迄保安驿一带的情况最为严重。田地全部荒芜，房屋百分之九十九都被毁。但宛西镇平境内的景象与豫中地区形成了鲜明的对比，这位记者却这样描述：
|  | 公路皆宽三丈，中稍鼓，两旁有流水沟，虽遇雨大，亦无泥泞。城内之大街小巷之道，均经修过，光硬异常。菜市、肉市、鸡蛋市、粮市均有一定地址，秩序井然」。 |

## 宛西自治的结束
宛西自治最终触犯了當地地主的利益，也影响了国民政府对地方的统治，1933年，「宛西自治」的领袖彭禹廷被土豪收买的侍卫杀害，自治事业受到严重的冲击，1940年2月，别廷芳到洛阳开会，回到县里呕血而亡，内乡为他举行了隆重的追悼会，南阳各县共同为他立碑建祠，蒋介石、林森、冯玉祥、孙科、李宗仁等国民党的高层送来了挽联，别廷芳死后，宛西再也无人能与国民党抗衡，民团基本被国民党控制，至20世纪40年代初，宛西自治结束。